# Little Italy (Manhattan)
Little Italy, Petita Itàlia, és un barri de l'illa de Manhattan a New York, conegut abans per la seva forta presència de població d'immigrants italians.

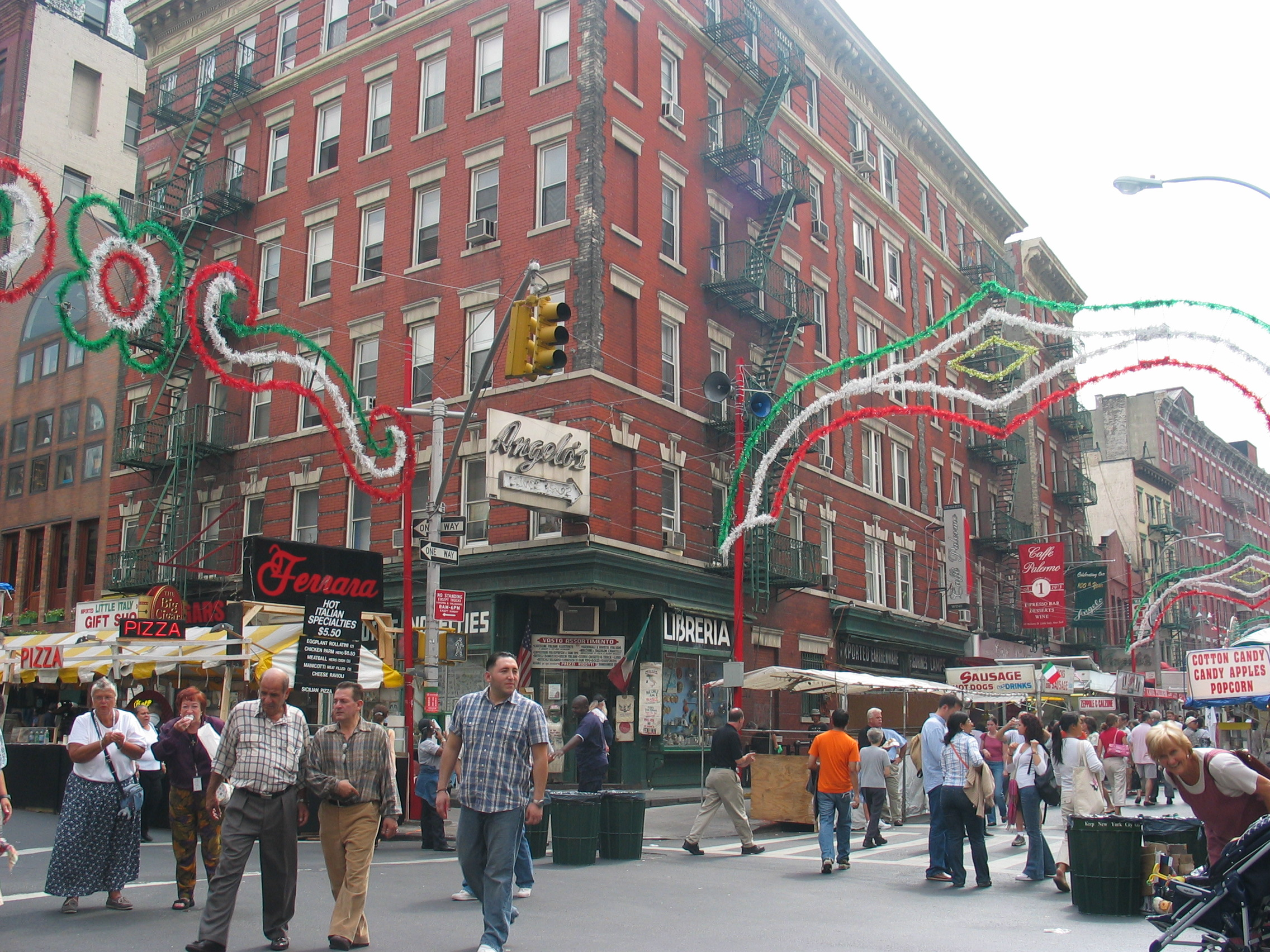
Little Italy

## Història
El barri abans estava delimitat pels carrers Elizabeth, Mott i Mulberry al nord de Canal Street, i s'estenia també més enllà. A mitjan segle xx, la comunitat italiana es va començar a dispersar cap a altres barris o afores, i Little Italy es va fer més petit. Cap al sud, certes parts van ser absorbides per l'extensió de Chinatown, quan la immigració asiàtica va engrandir. La zona nord, prop de Houston Street, va perdre també les seves característiques italianes, per a esdevenir Nolita, un barri sense estil particular, del qual el nom és una abreviatura de North of Little Italy. Actualment, la secció de Mulberry Street entre Broome Street i Canal Street és la més característica de Little Italy, s'hi troba un seguit de restaurants italians populars plens de turistes.

## Atraccions
La festa de San Gennaro, del nom del Sant patró de Nàpols, és un gran festival de carrer organitzat cada any a Little Italy, al llarg de Mulberry Street. Les festes duren 11 dies, s'hi troben exhibicions, processons i atraccions diverses com un concurs de menjadors de pasta.